# Bain & Company
Bain & Company – amerykańska firma konsultingowa świadcząca usługi doradcze dla organizacji publicznych, prywatnych i non-profit.